# Mladen Bartulović
Mladen Bartulović (ur. 5 października 1986 w Kakanju) – chorwacki piłkarz, występujący na pozycji lewego pomocnika bądź lewego ofensywnego pomocnika, reprezentant Chorwacji. Porozumiewa się w dwóch językach – chorwackim i bośniackim.

## Kariera piłkarska

### Kariera klubowa

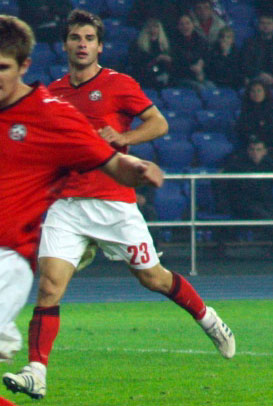
Mladen Bartulović

Karierę klubową zawodnik rozpoczął w roku 2002 w lokalnym klubie NK Kakanj, gdzie od razu został dostrzeżony jako wielki talent chorwackiej piłki i kupiony przez Hajduk Split. W pierwszym sezonie swojej gry w Splicie, tj. sezonie 2004/2005 zdążył wywalczyć mistrzostwo ligi chorwackiej oraz Superpuchar Chorwacji, który wywalczył po zwycięstwie na Poljudzie z zespołem NK Rijeka 1:0. Hajduk przegrał w dwumeczu finałowym w meczach o Puchar Chorwacji 1:2 i 0:1. Bartulović pojawił się na boisku 26 razy i zdobył 1 gola w meczu przeciwko NK Varteks. Ostatni sezon spędzony w Chorwacji, 2005/2006 był już dużo mniej udany dla Hajduka, który zajął dopiero 5. miejsce – najniższą lokatę w historii występów w lidze chorwackiej. Nie powiodło się także splickiej drużynie w Pucharze i Superpucharze Chorwacji, jednak Bartulović wypromował się 18 występami w barwach zespołu, podczas których strzelił 2 bramki i został kupiony przez bogaty, ukraiński zespół Dnipro Dniepropetrowsk, gdzie występuje w sezonie 2006/2007. Wydaje się, że zespół z Dniepropetrowska będzie walczył o mistrzostwo Ukrainy, a także o awans do Ligi Mistrzów lub innych europejskich rozgrywek. Na to wszystko położyła cień wiadomość o śmierci trenera dnipropietrowskiego zespołu, Jewgienija Kuczerewskiego. Od 2008 z przerwami był wypożyczony do Krywbasa Krzywy Róg. Na początku sezonu 2010/11 został wypożyczony do Arsenału Kijów. Zimą 2011 został wypożyczony ponownie do Krywbasa Krzywy Róg, w którym występował do lata 2013. 12 czerwca 2013 został wypożyczony do Karpat Lwów. 24 czerwca 2015 podpisał 1-roczny kontrakt z Worskłą Połtawa. Po wygaśnięciu kontraktu w styczniu 2017 opuścił połtawski klub. 28 lutego 2017 został piłkarzem Miedzi Legnica. 5 października 2018 zasilił skład Wołyni Łuck. 22 stycznia 2020 przeszedł do Inhułca Petrowe.

## Kariera reprezentacyjna
Bartulović jako bardzo interesujący, młody zawodnik jest w orbicie zainteresowań selekcjonera reprezentacji Chorwacji Slavena Bilicia. Zdążył już zadebiutować w reprezentacji, a swój jedyny w kadrze zaliczył w meczu z Hongkongiem rozgrywanym 1 lutego wygranym przez Chorwację 4:0. Bartulović wszedł na boisko zastępując Mato Neretljaka. Bartulović grał także w młodzieżowej Reprezentacji U-18. Zadebiutował 26 stycznia 2003 w rozgrywanym w Rovinju towarzyskim meczu z młodzieżową reprezentacją Słowacji. Ostatnio Bartulović został przez szkoleniowca kadry U-21 Dražena Ladicia na mecze kwalifikacji do ME z Bułgarią i Ukrainą.
Mecze Bartulovicia w reprezentacji U-18:
- 1. 26 stycznia 2003, Rovinj, Chorwacja – Słowacja
- 2. 30 stycznia 2003, Novigrad, Chorwacja – Słowacja
- 3. 12 lutego 2003, Poreč, Chorwacja – Węgry
- 4. 14 lutego 2003, Poreč, Chorwacja – Węgry
- 5. 16 lutego 2003, Poreč, Chorwacja – Węgry
- 6. 1 marca 2003, Dekani, Słowenia – Chorwacja
- 7. 17 marca 2003, Pula, Chorwacja – Rosja
- 8. 19 marca 2003, Rovinj, Chorwacja – Dania
- 9. 21 marca 2003, Novigrad, Chorwacja – Norwegia

## Sukcesy
- mistrzostwo i Superpuchar Chorwacji w sezonie 2004/2005 wraz z Hajdukiem Split